# 東京都監査事務局
東京都監査事務局（とうきょうとかんさじむきょく、英語:  Secretariat to Audit and Inspection Commissioners of the Tokyo Metropolitan Government）は、東京都の監査委員の補助機関である。
なおこの記事では実際に監査を行い、住民監査請求を認容すべきかどうかを決める「東京都監査委員」の組織や活動を中心に解説する。

## 東京都監査委員
監査委員は、公正で効率的な行政を確保するために、地方自治法の規定により設置されている執行機関で、国の会計検査院や会社の監査役にあたる役割を担う。
東京都監査委員の定数は5人である。地方自治法が定める都道府県の監査委員の定数は4人だが、同法は条例により定数を増やすことも認めており、東京都は東京都監査委員条例によって1人増員し、都議会議員から2人、議員以外の「人格が高潔で、普通地方公共団体の財務管理、事業の経営管理その他行政運営に関し優れた識見を有する者」から3人を選んでいる。東京都知事が監査委員を選任する際には東京都議会の承認が必要となる。
監査委員の職務権限として、定例監査、行政監査、決算審査等の経常的監査のほか、住民の請求による監査等の実施が挙げられる。

### 現在の監査委員
公式ウェブサイトの監査委員紹介によると以下の通り。
- 鈴木章浩 東京都議会議員（主査監査委員）[7]
- 小山くにひこ 東京都議会議員[8]
- 茂垣之雄（代表監査委員）[9]
- 松本正一郎[10]
- 後藤靖子[11]

## 住民監査請求の認容事例
2003年までは住民監査請求が毎年1件から3件認容されていたが、2004年以降は2件を除きすべて却下または棄却されている。
1999年
- 清掃事務所等における組合室使用に伴う電気料の徴収に関する件
- 都議会都市問題調査団の海外派遣に伴う経費支出に関する件
- 都議会議員の海外出張に伴う旅費支出等を違法・不当とする件

2000年
- 国立市立小中学校教職員の勤務時間内職員団体活動に関する件

2001年
- 港湾局が所管する大田区東海二丁目に所在する都有地の管理を怠るなどとし必要な措置を求める件
- 清瀬市に使用許可した都営住宅施設の管理を怠るとする件
- 食肉市場職員のヤミ遅参・早退を違法とする件

2002年
- 国立市立小学校職員に対する超過勤務手当等の支給を違法・不当としてその返還等の必要な措置を求める件
- 大型造園工事における談合行為による損害賠償請求を怠るとして必要な措置を求める件
- 自動車税納税済照合事務の委託契約にかかる経費の支出を違法・不当としその返還等の必要な措置を求める件

2003年
- 江東区に所在する港湾局所管の都有地が不法占用されていることは財産の管理を怠るとして必要な措置を求める件
東京朝鮮第二初級学校敷地の無権原占有状態の是正等のために必要な措置を講じることが勧告された。東京都は学校法人東京朝鮮学園との交渉を続行したが、双方の主張の差は依然として大きく、交渉によっては解決に至らないと判断し、2003年12月15日、東京地方裁判所に提訴した[13]。
- 都立病院等において発注された寝具類の賃貸業務等について談合行為により損害を被ったにもかかわらず都が損害賠償請求権の行使を怠っていることを違法・不当として必要な措置を求める件
東京都は課徴金納付命令対象期間の談合行為による損害額を154,055,111円と算定し、2003年10月31日、野口株式会社、ワタキューセイモア株式会社、株式会社柴橋商会ほか4社に請求した[14]。

2016年
- 知事専用車の使用を違法・不当としてその使用に要した経費の返還を求める件（その4）
舛添要一前東京都知事が知事専用車を使用し、東京ドームでの野球観戦及びNHKホールで開催されたコンサートに行ったことに関連して、公用車の私的使用として不当利得返還請求権の行使を求める住民監査請求がなされた。財務局を対象として監査が行われ、請求人の主張には理由があると認められるとして、東京都監査委員は本件債務の行使を勧告した[15]。これを受けて小池百合子東京都知事は、65,029円を前知事に請求し、納付を確認した[16]。

2022年
- 東京都若年被害女性等支援事業について当該事業の受託者の会計報告に不正があるとして、当該報告について監査を求める件
公的機関と民間団体が連携して様々な困難を抱えた若年被害女性等を支援する「東京都若年被害女性等支援事業」の2021年度分委託契約で、一般社団法人Colaboに対する委託料について過大申告があるなどとする住民監査請求がなされた[注 1]。監査委員は、本事業の実施に必要な経費として同法人が台帳に記録した経費（「本件経費」）に基づいて請求のほとんどを退ける一方、請求人の「税理士と社会保険労務士の人件費を委託料に含めるべきではない」という主張の一部を請求理由になると認定した。さらに、「本件経費」の内容に「経費として計上するに当たり不適切な点があるもの」と「経費として計上するに当たり妥当性が疑われるもの」があったため、精算に不当な点が認められるとして監査対象（東京都福祉保健局）に対し再調査などを勧告した[18][19]。東京都の住民監査請求で勧告が出たのは約6年ぶりとなる[20]。再調査では、按分せず全額計上された税理士報酬・社会保険労務士報酬や、誤記で過大計上されたものなど約192万円を事業経費として認めなかった。これらを「本件経費」から差し引いた2713万円について支出を確認し、会食や都外遠隔地宿泊の必要性を認定し、上限額に相当する2600万円を委託料として確定した。過年度の精査や返還請求などの措置は講じられなかった[21][22][23]。

## 東京都監査事務局の組織
- 事務局長
  - 総務課
  - 監査第一課
  - 監査第二課
  - 監査第三課
  - 技術監査課